# NGC 6638
NGC 6638 ist ein Kugelsternhaufen im Sternbild Schütze. Er ist optisch kompakt und befindet sich etwa 40 Bogenminuten südöstlich von Lambda Sagittarii. Der Kugelsternhaufen wurde im Jahr 1784 von dem Astronomen William Herschel mit seinem 18,7-Zoll-Teleskop entdeckt und die Entdeckung später im New General Catalogue verzeichnet.